# Zwi Hirsch Kalischer

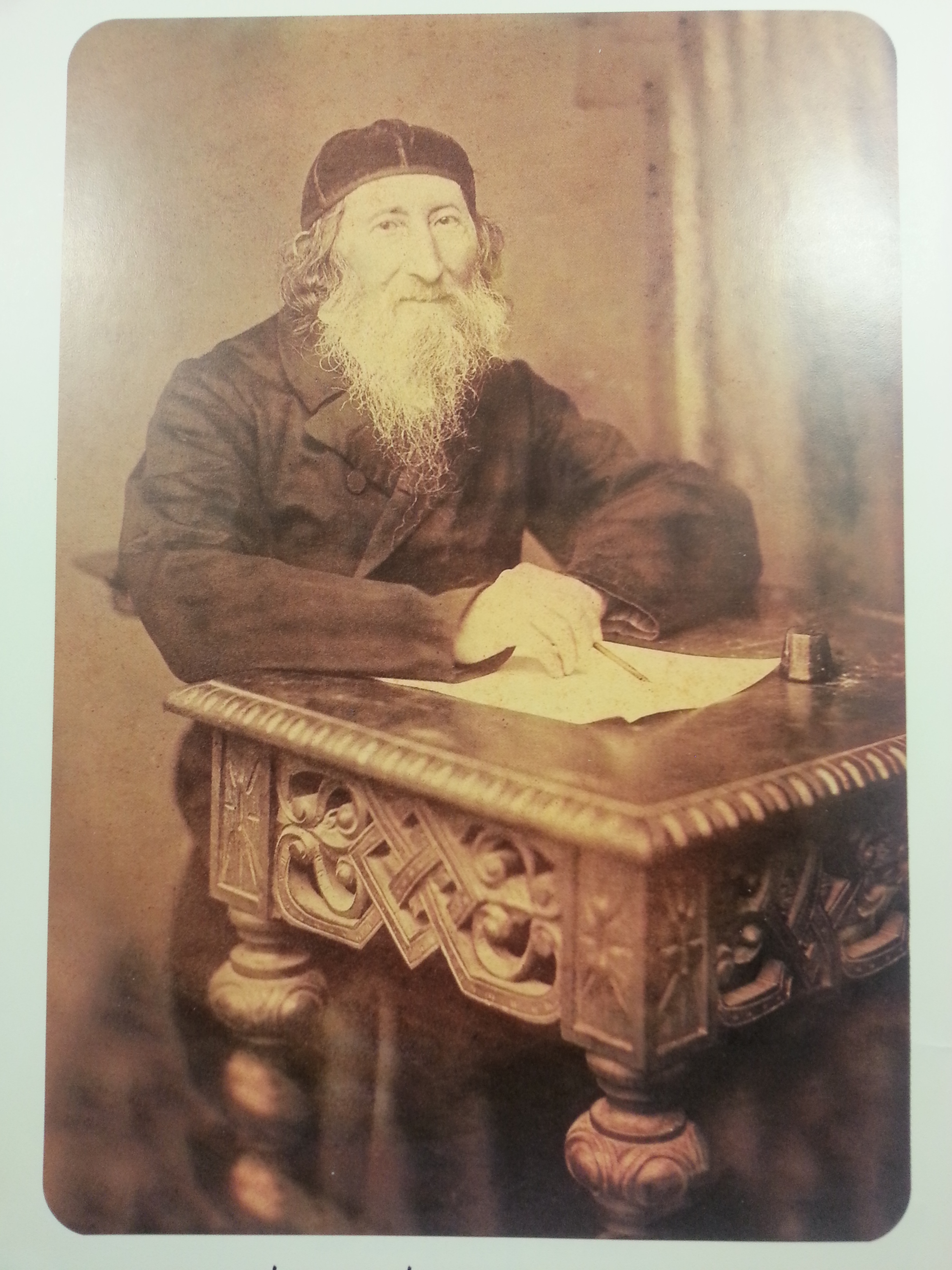
Zwi Hirsch Kalischer

Zwi Hirsch Kalischer (auch Zvi oder Zewi Hirsch Kalischer; geboren 24. März 1795 in Lissa; gestorben 16. Oktober 1874 in Thorn) war ein deutscher Rabbiner, zionistischer Denker, Talmudgelehrter, Vorläufer der Palästina-Bewegung und des religiösen Zionismus.

## Leben
Zwi Hirsch Kalischer erhielt die klassische jüdische Ausbildung seiner Zeit, wurde Rabbiner und wirkte von 1824 bis zu seinem Tod in Thorn. Neben der Erfüllung der Aufgaben für seine Gemeinde engagierte er sich fortwährend für die Ansiedlung von Juden in Eretz Israel, die für ihn ein notwendiger Schritt und aktiver Beitrag des jüdischen Volkes vor der Ankunft des Messias darstellten.
Gemäß seinem Werk Drischath Zion (Zions Herstellung, 1861) finde die Erlösung auf einer doppelten, irdisch-überirdischen Ebene statt: Durch Gottes Hilfe einerseits, durch aktives Handeln des jüdischen Volkes – eben durch Besiedlung Palästinas und Aufbauarbeit im Lande – andererseits. Insbesondere der Entwicklung einer umfangreichen Landwirtschaft maß er dabei eine besondere Bedeutung zu. Bei seinen Überlegungen wies er auf die Unabhängigkeitsbewegungen der europäischen Nationen hin und vermisste eine ebensolche nationale Erweckung unter den Juden. Bei der großen Mehrheit der orthodoxen Rabbiner seiner Zeit stieß er damit auf großen Widerstand.
Kalischer warb auf zahlreichen Reisen durch Europa, wobei er die großen jüdischen Gemeinden besuchte und die jüdischen Führungspersönlichkeiten für seine Ansichten zu gewinnen suchte, sowie durch die Veröffentlichung von Artikeln in hebräischen Zeitungen, Zeitschriften und halachischen Sammelwerken für seine Ideen. Das Buch selbst beeinflusste verschiedene jüdische Denker, darunter u. a. Moses Hess.

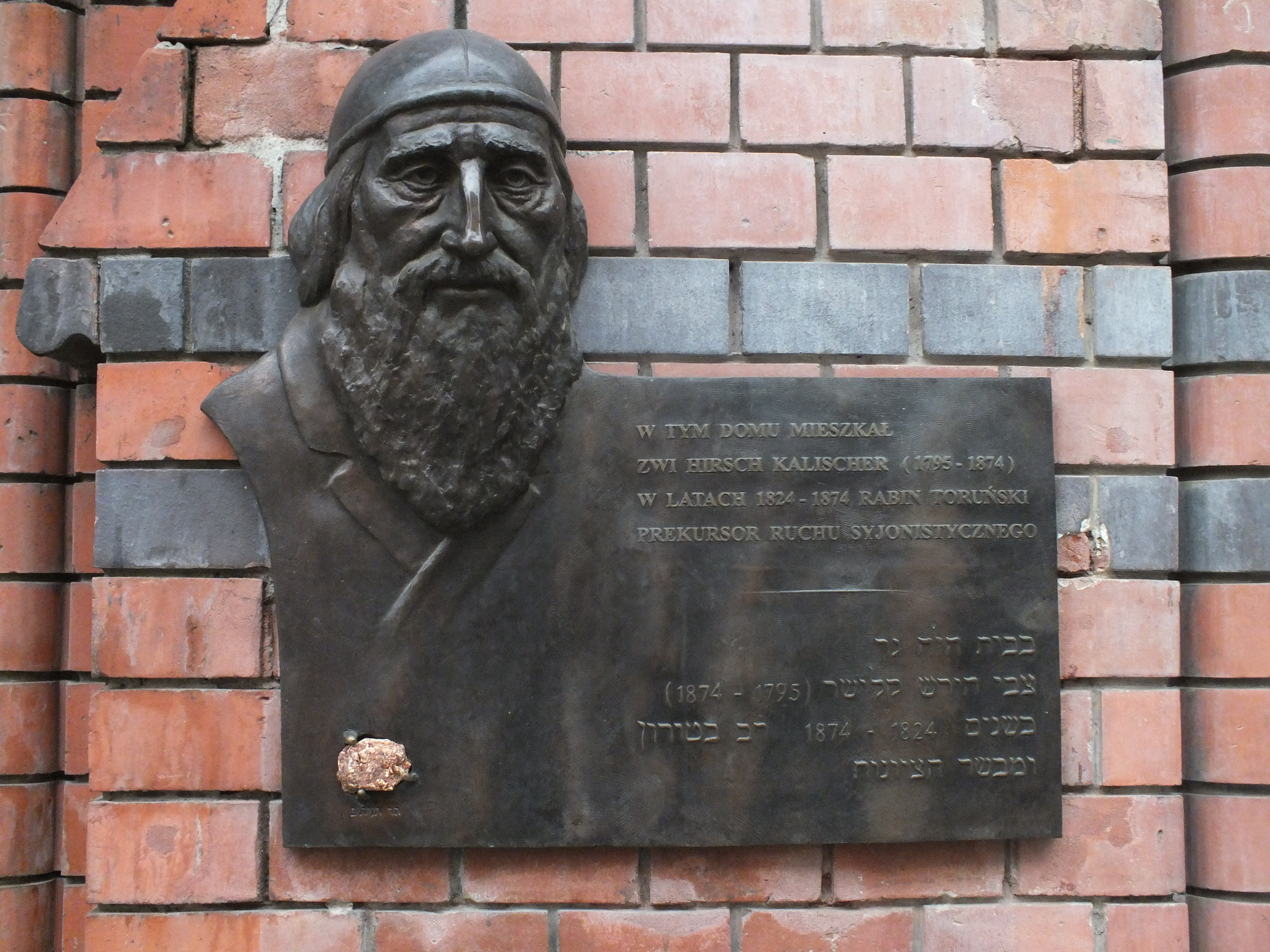
Erinnerungstafel in der Thorner Altstadt

Als 1870 Mikwe Israel als landwirtschaftliche Schule eröffnet wurde, sah Kalischer darin den Anbruch einer neuen Zeit im Sinne der Verwirklichung seiner Ideale und erwog eine Übersiedlung dorthin, um die Einhaltung aller Gebote, die mit Eretz Israel in Zusammenhang stehen, zu überwachen. Dazu sollte es aber nicht mehr kommen. 1874 starb Zwi Hirsch Kalischer in Thorn und wurde dort auch begraben. Sein Grabstein wurde erst 2010 lokalisiert und aufgefunden.
Zwi Hirsch Kalischer war Großvater des Physikers Salomon Kalischer.
An seinem Wohnhaus in Thorn, heute Toruń, Polen, befindet sich die hier gezeigte Bronze-Gedenktafel.